# فيزيلينغ
فيزيلينغ (بالألمانية: Wesseling) هي بلدة ألمانية تقع في Rhein-Erft-Kreis في ألمانيا. يقدر عدد سكانها بـ 36,729 نسمة .

## المدن التوأمة
مدن تروان اشتاين، بونتيفي، West Devon و لوينا هي مدن توأمة لفيزيلينغ.

## أعلام
- يورغن فاسبندر